# Jardim Lusitânia
Jardim Lusitânia (por vezes grafado erroneamente Luzitânia) é um bairro nobre no distrito de Moema, localizado na zona centro sul da cidade de São Paulo. É localizado em toda extensão sul do Parque do Ibirapuera, muitos portões de acesso do mesmo, estão localizados na sua principal avenida, a Avenida Quarto Centenário.
O bairro surgiu na década de 1950, a partir de um loteamento realizado pelo Instituto de Previdência do Estado de São Paulo (Inesp). Inicialmente era destinado a profissionais da Justiça. tais como juízes, desembargadores e promotores. O loteamento também seguiu o mesmo padrão de outros bairros nobres da capital paulista, como o Jardim América e Alto de Pinheiros, ambos realizados pela City of São Paulo Improvement and Freehold Company Limited.
Segundo pesquisa do jornal Folha de S.Paulo, o bairro possui a maior concentração de quantidade de carros por família da cidade, fato que demonstra o alto poder aquisitivo da população local.
No ano de 2002 o bairro foi tombado pelo CONPRESP, devido ao seu valor ambiental e urbanístico. A área tombada inicia-se na confluência da Avenida Ibirapuera com o Largo Mestre de Aviz, segue pela Avenida Ibirapuera, Rua Prestes João, Rua do Gama, Avenida República do Líbano, Rua Comandante Ismael Guilherme, Avenida Sagres, Largo
Mestre de Avis, até o ponto inicial.
Nos últimos anos, o bairro tem gerado um grande conflito entre o Ministério Público Estadual e moradores do local. Recentemente, a promotoria abriu um inquérito para apurar se houve algum loteamento irregular, ou seja, a cessão de áreas verdes que pertenciam originalmente ao Parque do Ibirapuera e que foram destinadas à futuras construções de mansões.